# 千葉県立八千代西高等学校
千葉県立八千代西高等学校（ちばけんりつ やちよにしこうとうがっこう）は、千葉県八千代市吉橋にある県立高等学校。略称は「八千西」（やちにし）。

## 設置学科
- 普通科

## 沿革
- 1980年（昭和55年） - 開校

## 交通アクセス
- ちばレインボーバス「八千代西高校」バス停下車。
- JR津田沼駅、東葉高速線八千代緑が丘駅より、ちばレインボーバス「寺台」バス停下車後、徒歩約10分

## 入学式出席拒否事件
2008年度の入学式において、式の当日までに入学金を納付できなかった生徒2名に対し、学校側は「滞納の可能性がある」と当該生徒を入学式に参加させず、別室で待機させるという措置を行った。式終了後の午前11時と午後5時、生徒2名の保護者がそれぞれ入学金を持参し、その後校長室で2人の氏名を読み上げる形で入学を許可する旨が伝えられた。

### 学校および教育委員会の見解
校長の大迫太は、前月の入学者説明会で「経済的な問題があるならば事前に相談を」「持参金は一部でもいい。分納もできる。」と事前に伝えていたと言い、当該生徒の保護者も説明会に出席していたことから、「（他にも）授業料の滞納が目立ち、当然の判断だ」と述べた。また、同県教育委員会も「入学を許可するのは学校長の判断に委ねられている。説明会で既に告知済みだ。」とこれを支持した。

## 著名な出身者
- 田久保賢植（元プロ野球選手）